# 딤보크로

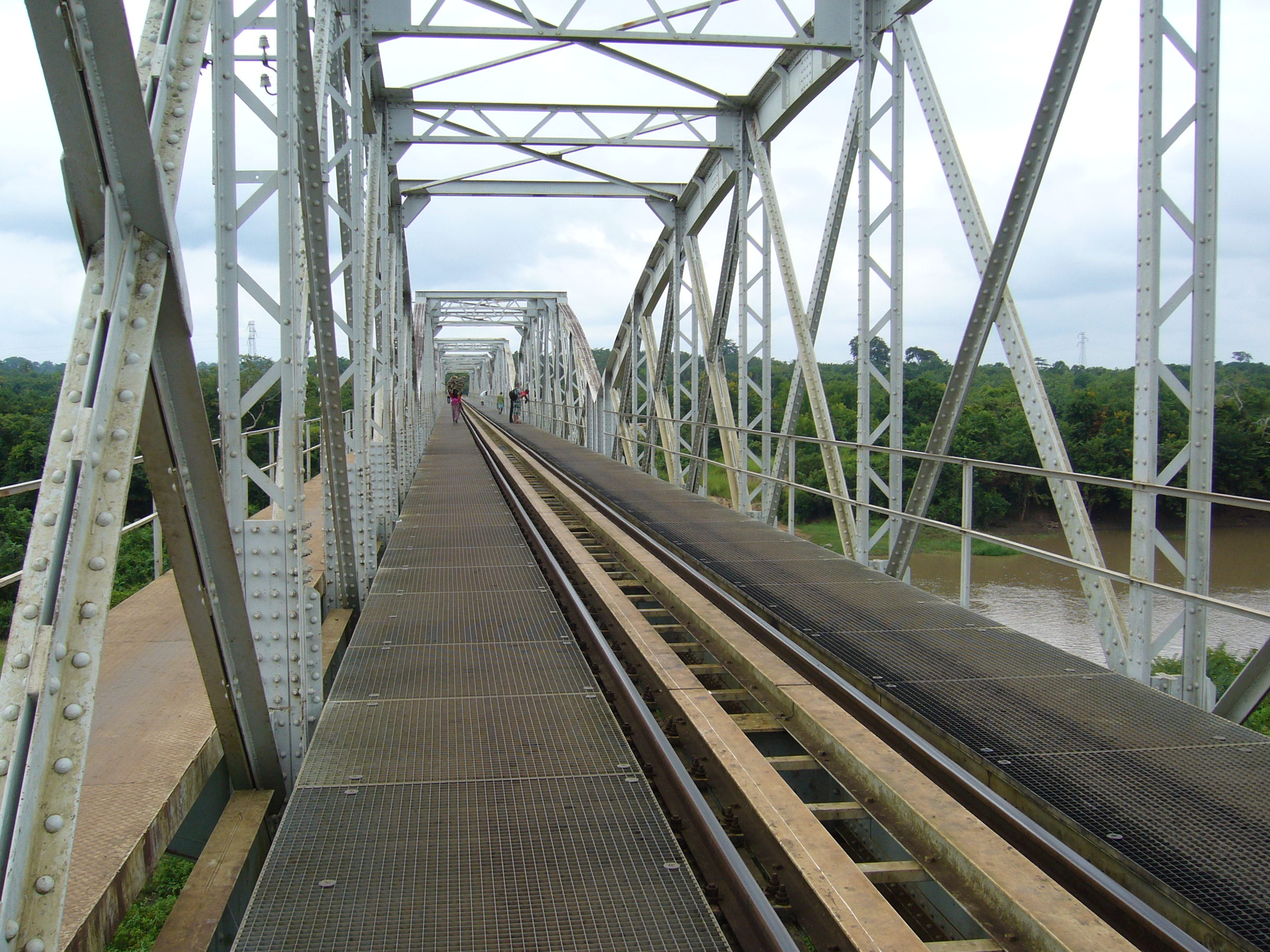
딤보크로의 철교

딤보크로(프랑스어: Dimbokro)는 코트디부아르 중남부에 있는 마을이다. 이곳은 라크구와 은지주 모두의 중심지이다. 딤보크로의 소재지이자 부현이기도 하다. 딤보크로는 행정 구역이기도 하다.
이 마을은 코트디부아르의 공식 수도 야무수크로에서 남동쪽으로 약 50km 떨어진 은지강을 따라 위치해 있다. 딤보크로는 코트디부아르의 상업 수도이자 사실상 정치 수도인 해안가의 아비장에서 도로와 철도로 연결되어 있다. 섬유 공장을 제외하고, 그 마을은 제한된 크기와 경제적 중요성을 가지고 있다. 딤보크로는 또한 이 나라의 현 대통령인 알라산 우아타라와 아프리카의 레게 슈퍼스타 알파 블론디의 출생지로 알려져 있다.

## 운송
딤보크로에는 딤보크로 공항과 국영 철도 시스템의 역이 있다.
2016년 9월 6일, 딤보크로 인근의 은지강 철교가 붕괴되었다.
2014년 딤보크로의 인구는 64,957명이었다.